# ヨウコさんはカッコいい
『ヨウコさんはカッコいい』は、榎本さくによる日本の漫画。『月刊少年マガジン』（講談社）にて、2017年4月号から2018年6月号まで連載。単行本は全2巻。

## あらすじ
ヨウコさんに片思いしていた宇佐木翔は、なぜかヨウコさんに告白され、付き合うことになる。　

## 登場人物
宇佐木翔（うさぎかける）
本作の主人公。高校1年生。ヨウコさんに片思いしていたところ、告白された。全てにおいて平凡。最終話で、ヨウコさんと結婚した。
ヨウコ
高校2年生。美人で学年主席、運動神経抜群の完璧人間で、少女漫画のヒロインのようにカッコいい。しかし、料理はあまりうまくない。宇佐木に告白し、「王子様」と呼ぶ。姉のように若く見える母と、イケメンの弟がいる。父も容姿は普通であるが、王子様気質である。
熊岡鉄男（くまおかてつお）
高校2年生。不良。ヨウコさんに片思い。宇佐木を勝手にライバル視している。恋愛部のマネージャー。球児の幼馴染。
鷲野花子（わしのはなこ）
高校1年生。ヨウコさん大好きであり、宇佐木を勝手にライバル視している。一方で男嫌いの側面も持つ。
狸塚先輩（まみづかせんぱい）
地下アイドル「らぶりーらぴっつ」のセンター。羽ヶ丘高校3年生。宇佐木とヨウコとも仲が良い。

## 書誌情報
- 榎本さく『ヨウコさんはカッコいい』 講談社〈講談社コミックス〉、全2巻
  1. 2017年11月17日発行、ISBN　978-4-06-510458-3[1]
  2. 2018年06月15日発行、ISBN 978-4-06-511597-8[2]